# 君と夏と僕のブルー・ジーン
「君と夏と僕のブルー・ジーン」（きみとなつとぼくのブルー・ジーン）は、1993年12月20日にポリスターから発売されたL⇔Rの4枚目のシングルである。

## 概要
- 前作『恋のタンブリングダウン/君に虹が降りた』から約半年ぶりにリリースされた。
- 4thアルバム「Land of Riches」と同時発売で、表題曲とカップリング曲の両方ともアルバムに収録されている。
- これまでシングルとアルバムに収録されたものではアレンジやミックスなどに何らかの差異あったが、今作では特に言及されていない。
- サビはTurtlesのヒット曲｢Elenore｣からの影響がうかがえる。

## 収録曲
作詞・作曲:黒沢健一
1. NOW THAT SUMMER IS HERE[君と夏と僕のブルー・ジーン]
2. AMERICAN DREAM[アメリカン・ドリーム]
3. BOTH SIDES NOW
  - 東京商科学院CMテーマ曲。ボーナストラックの扱いで歌詞の表記がない。アルバム未収録であったが、1997年に発売された「L + R」の初回盤についてくるシングル盤に収録された。[1]

## 収録アルバム
- Land of Riches (#1,2)
- Singles&More (#1)
- L + R (#3)
- TREASURE COLLECTION (#1)